# Phường 10, Tân Bình
Phường 10 là một phường thuộc quận Tân Bình, Thành phố Hồ Chí Minh, Việt Nam.
Phường 10 có diện tích 0,84 km², dân số năm 2021 là 43.269 người,  mật độ dân số đạt 51.510 người/km².